# 세르게이 수로비킨
세르게이 블라디미로비치 수로비킨(러시아어: Сергей Владимирович Суровикин; 1966년 10월 11일 출생)은 2023년 9월부터 독립국가연합 (CIS) 국방부 장관 협의회 산하 공중 방어 조정 위원회 위원장을 맡고 있는 러시아의 육군 대장이다.
2017년부터 2023년 8월까지 수로비킨은 러시아 항공우주군 총사령관을 역임했으며, 바그너 그룹의 반란에 연루되었다는 혐의로 블라디미르 푸틴에 의해 해고된 것으로 알려졌다. 소련–아프가니스탄 전쟁, 타지키스탄 내전, 제2차 체첸 전쟁, 시리아 내전에서 러시아군의 개입 참전 용사로, 2022년 10월부터 2023년 1월까지는 러시아의 우크라이나 침공에 참전한 모든 러시아군을 지휘했으며, 2023년 1월부터 2023년 8월까지는 부사령관을 역임했다.
1991년 소련 쿠데타 시도 중 수로비킨은 쿠데타 반대 시위자 3명을 살해한 부대를 지휘했으며, 이로 인해 몇 달 동안 구금되었지만 유죄 판결을 받지는 않았다. 그는 러시아군 내 새로운 조직인 군사 경찰 총국 창설에 중요한 역할을 했다. 수로비킨은 2013년부터 2017년까지 동부군관구를 지휘했으며, 2017년에는 시리아의 러시아군 부대를 지휘했다. 그는 시리아 대통령 바샤르 알아사드에게 유리하게 전세를 바꾼 것으로 평가되며, 러시아의 개입 당시 민간인 목표물에 대한 공격을 지시한 혐의도 받고 있다.
러시아의 우크라이나 침공 당시 수로비킨은 초기에는 러시아 연방군의 남부군 사령관이었다. 2022년 10월 8일, 그는 우크라이나를 침공한 모든 러시아군의 사령관이 되었으나, 2023년 1월에 발레리 게라시모프에게 지휘권을 넘기고 부사령관으로 강등되었다. 2023년 6월 말, 바그너 그룹의 반란에 연루되었다는 미확인 보도에 따라 그의 체포 소문이 돌았다. 수로비킨의 딸은 아버지와 연락하고 있으며, 그가 구금되지 않았다고 주장했다.
2023년 9월 10일, 수로비킨은 독립국가연합 (CIS) 국방부 장관 협의회 산하 공중 방어 조정 위원회 위원장으로 만장일치로 선출되었다. 얼마 지나지 않아 알제리를 공식 방문하면서 그의 행방에 대한 모든 소문이 사라졌다.

## 어린 시절과 교육
수로비킨은 1966년 10월 11일 소련 노보시비르스크에서 태어났다. 그는 1987년 옴스크 고등 연합군 사령부 학교를 졸업했다.

## 군 경력

### 초기 경력과 군사 학교 재학
그는 스페츠나츠 부대에 배정되어 소련–아프가니스탄 전쟁에 참전했다.
1991년 8월까지 그는 제2근위 타만스카야 차량화소총사단 소속 제15근위차량화소총연대 제1차량화소총대대장이었다. 모스크바에서 1991년 소련 쿠데타 시도가 일어났을 때, 수로비킨은 자신의 대대를 가든 링 터널로 보내라는 명령을 받았고, 그곳에서 쿠데타 반대 시위자 3명이 사망했다. 쿠데타가 진압된 후, 수로비킨은 체포되어 7개월 동안 조사를 받았다. 보리스 옐친이 수로비킨이 단지 명령을 따랐을 뿐이라고 결론 내리면서 12월 10일 혐의는 기각되었다. 그는 그 후 소령으로 진급했다.
수로비킨은 미하일 프룬제 군사 대학에 다녔다. 1995년 9월, 그는 불법 무기 판매 혐의로 모스크바 수비대 군사 법원에서 1년 집행유예를 선고받았다. 수로비킨이 동료 학생에게 대회에서 사용할 권총을 주기로 동의했으나, 그 용도를 알지 못했다는 조사가 끝난 후 유죄 판결은 뒤집혔다.
1995년, 그는 프룬제 군사 아카데미를 졸업했다. 수로비킨은 타지키스탄 내전에 참전하여 차량화소총대대를 지휘했다. 그 후 제92차량화소총연대 참모장, 제149근위차량화소총연대 참모장 및 사단장, 그리고 제201차량화소총사단 참모장이 되었다.
2002년, 그는 합동군사참모대학교를 졸업했다. 그는 예카테린부르크에 있는 제34차량화소총사단 사단장이 되었다.

### 부하의 자살
2004년 3월, 수로비킨은 빅토르 치비조프 중령으로부터 감시관으로 선거에 참여하기 위해 자신의 직책을 이탈했다는 이유로 구타했다는 비난을 받았다. 4월에는 수로비킨과 지역 부사령관으로부터 비판을 받은 후 무장 부사령관 안드레이 슈타칼 대령이 수로비킨 앞에서 자살했다. 두 경우 모두 군 검찰은 유죄 증거를 찾지 못했다.

### 체첸

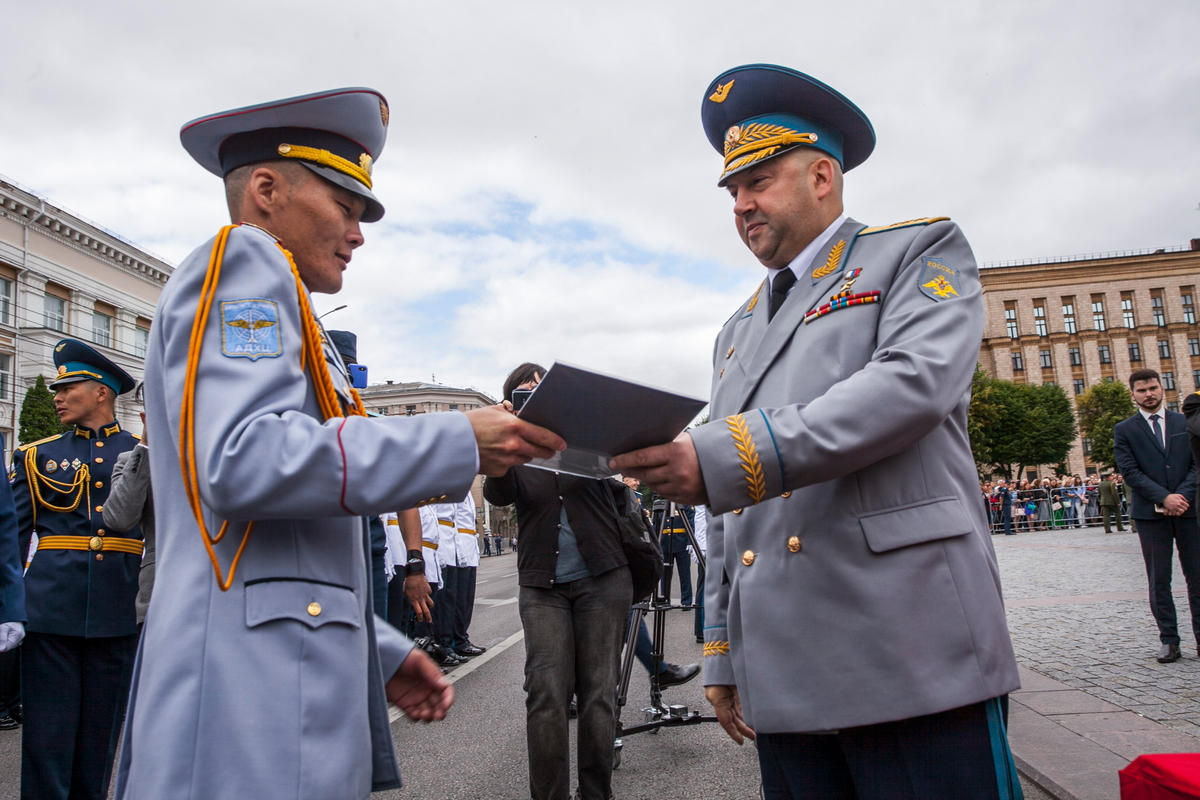
2019년 보로네시 공군 사관학교 장교 졸업식에서 수로비킨

2004년 6월부터 그는 제2차 체첸 전쟁 중 반란을 진압하기 위해 체첸 공화국에 영구 주둔한 제42근위차량화소총사단을 지휘했다. 2005년 2월 21일 농가 건물이 붕괴되어 사단 병사 9명이 사망한 사건이 발생했는데, 이는 공식적으로 반군이 발사한 로켓 추진 수류탄 때문으로 밝혀졌다. 수로비킨은 반군을 당국에 넘겨야 하는 정책에도 불구하고 사망한 병사 한 명당 반군 세 명을 "파괴하겠다"고 공개적으로 약속했다. 독립 언론 기관인 노바야 가제타의 조사에 따르면 사망 원인은 술 취한 병사들의 수류탄 발사기 오발 때문이었다. 4월에 군 신문 크라스나야 즈베즈다와의 인터뷰에서 수로비킨은 교전 규칙, 특히 무장 반군 용의자를 사살하는 대신 구금해야 하는 요구 사항이 반란 진압 작전을 방해하며, 체첸 전투원들이 민간인 근처에서 러시아 병사들의 발포 주저를 이용하고 있다고 불평했다. 그의 수사로 인해 그는 언론에서 "철권"을 가진 강인한 지휘관이라는 명성을 얻었다.
6월, 수로비킨은 "반군을 수색하고 구금"하기 위해 보로즈디노프스카야 소탕 작전을 명령했는데, 이 작전에서 사단 소속 보스토크 대대 병사들이 집을 불태우고 민간인 87명을 구타하고 노인 1명을 살해하고 민간인 11명을 납치했다. 수로비킨은 납치가 일어났다는 것을 단호히 부인했지만, 책임이 있는 중대장은 권력 남용으로 유죄 판결을 받았다.

### 고위 지휘관 역할
체첸에서 돌아온 수로비킨은 2005년 11월 보로네시에 있는 제20근위 연합군 부사령관으로 임명되었고, 2006년 5월부터 참모장을, 2008년 4월부터는 군사령관을 역임했다.
2008년 11월, 수로비킨은 참모부의 주요 작전 국장으로 취임했다. 2010년 1월, 그는 볼가-우랄 군관구의 참모장이 되었고, 이 군관구는 곧 중부군관구의 일부가 되었다.
2011년 11월부터 그는 군사 경찰 창설을 담당하는 실무 그룹을 이끌었다. 수로비킨이 군사 경찰이 창설된 후 그를 이끌 것으로 예상되었지만, 러시아 언론에 따르면 국방부와 군사 검찰청 간의 관할권 분쟁으로 인해 임명은 이루어지지 않았다. 2012년 10월, 그는 동부군관구 참모장이 되었다. 2013년 10월, 그는 해당 군관구의 사령관으로 임명되었다. 12월 13일, 수로비킨은 상급대장으로 진급했다.

### 시리아 내전

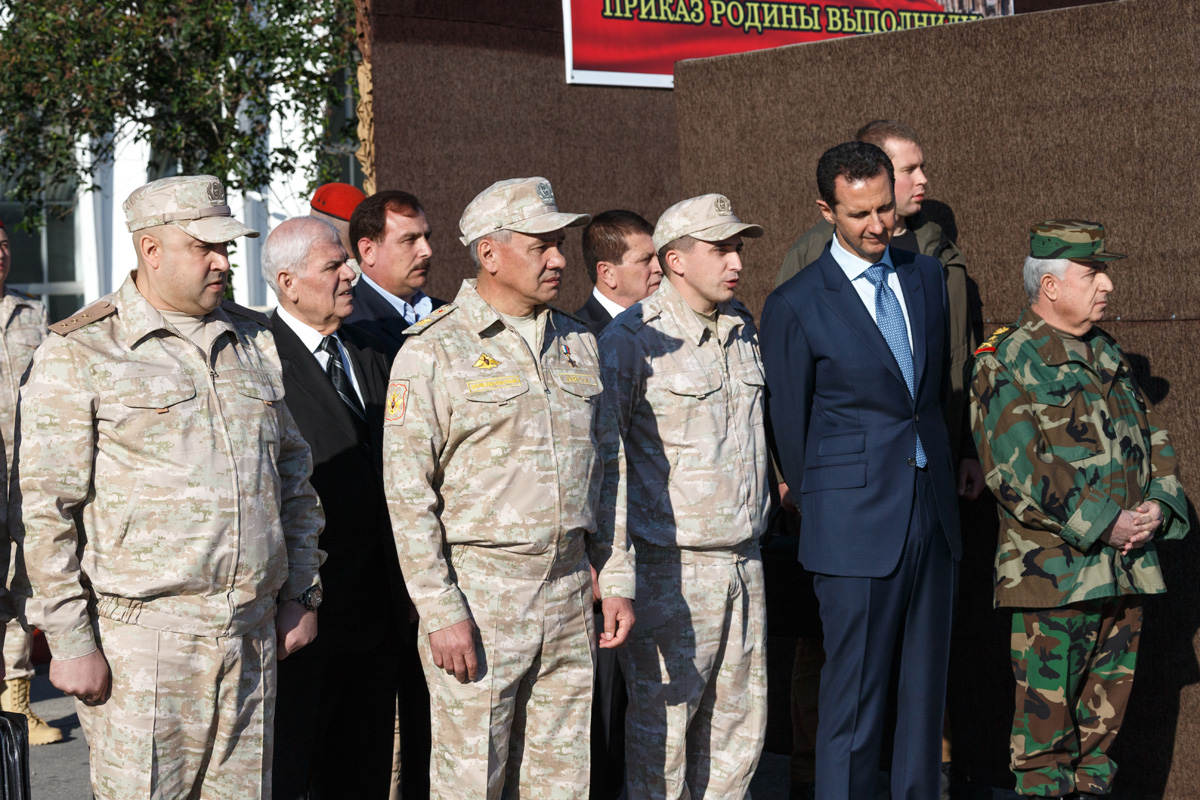
2017년 세르게이 쇼이구 국방부 장관, 바샤르 알아사드 및 알리 아유브 시리아 국방부 장관과 함께한 수로비킨 (왼쪽)

2017년 6월 9일, 그는 시리아에 배치된 러시아군 사령관으로 언론에 소개되었다. 보도에 따르면, 그는 2017년 3월에 이 직책을 맡았다.

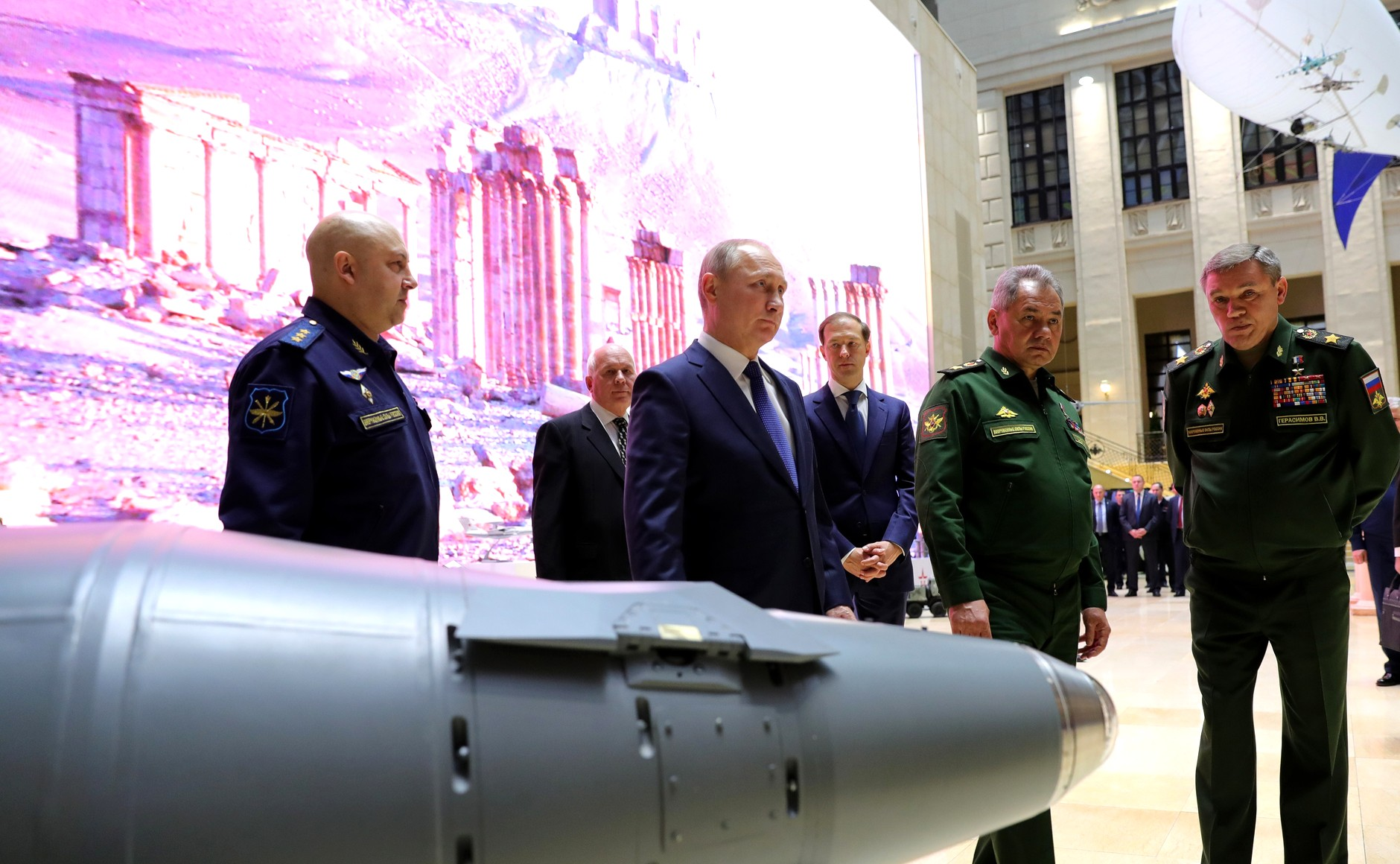
2018년 블라디미르 푸틴 러시아 대통령, 세르게이 쇼이구, 발레리 게라시모프와 함께한 수로비킨 (왼쪽)

2017년 9월, 수로비킨은 9월 26일에 항공우주군 사령관 직책에서 해임된 빅토르 본다레프의 유력한 후계자로 러시아 언론에 언급되었다. 2017년 11월 2일 RBK 그룹이 국방부의 익명 소식통을 인용하여 발표한 보고서에 따르면, 수로비킨은 초기 반대에도 불구하고 항공우주군 사령관으로 임명되었다. 2017년 11월 말, 러시아 국방부의 크라스나야 즈베즈다는 수로비킨이 11월 22일 대통령령으로 항공우주군 사령관으로 임명되었다고 보도했다. 타스는 수로비킨이 러시아와 소련 역사상 최초로 연합군 사령관으로서 러시아 또는 소련 공군을 지휘하게 되었다고 지적했다.
2017년 12월 28일, 그는 시리아 주둔군 지휘에 대한 공로로 러시아 연방영웅 칭호를 받았다. 그의 지휘 아래, 시리아 반군과의 전투에서 중요한 전환점이 마련되었다. 2017년 말까지 시리아 정부는 일련의 성공적인 군사 작전 후 시리아의 50% 이상을 통제하게 되었다. 여러 러시아 군사 전문가들에 따르면, 전세를 바꾼 것은 수로비킨이었다.
수로비킨은 2019년 1월부터 4월까지 시리아에 주둔한 러시아군의 지휘를 다시 맡았다. 그는 총 1년 이상 시리아 주둔 러시아군을 지휘했으며, 이는 다른 어떤 장교보다도 길었다. 2020년 11월에 알렉산드르 차이코 중장이 그보다 더 오래 그 직책에 머물 때까지는 가장 길게 지휘한 장교였다.
2020년 10월 휴먼 라이츠 워치 보고서에는 수로비킨이 2019년~2020년 시리아 이들리브 공세 중 "위반 행위에 대한 지휘 책임이 있을 수 있는" 사령관 중 한 명으로 지목되었다.
2021년, 수로비킨은 육군 대장으로 진급했다. 이 계급의 소수 장교 중 한 명으로서, 그는 발레리 게라시모프의 합참의장 자리를 궁극적으로 계승할 수도 있다는 추측을 불러일으켰다.

### 러시아의 우크라이나 침공

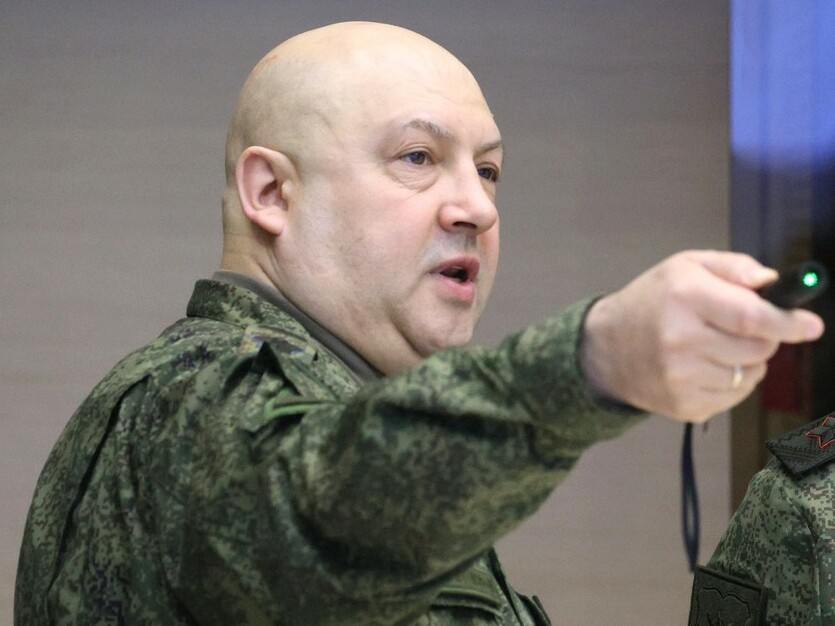
2022년 12월 수로비킨

2022년 6월, 그가 우크라이나 남부 전선에서 러시아군의 남부 집단군을 지휘하고 있음이 드러났다. 9월 28일, 그는 루간스크 인민 공화국 영웅 칭호를 받았다. 그는 러시아 언론과의 인터뷰에서 "우리의 적은 범죄 정권이지만, 우리와 우크라이나인들은 한 민족이며, 우크라이나가 러시아에 우호적이고 서방으로부터 독립적인 국가가 되기를 원한다"고 말했다. "러시아의 적들에게 아침은 커피로 시작되지 않는다"는 인용구는 이러한 공격을 암시하며 그에게 귀속되지만, 이는 외경일 가능성이 높다.
수로비킨은 6월에 시작된 2023년 우크라이나 역공세에 앞서 러시아가 구축한 참호, 지뢰밭 및 기타 요새화된 방어선인 수로비킨 방어선의 에포님이다. 수로비킨은 2022년 9월 우크라이나의 대규모 2022년 하르키우 역공세 직후 전체 전역 사령관으로 재임하는 동안 이 방어선을 구축했다.
2022년 10월, 뉴욕 타임스는 헤르손주에서 2022년 헤르손 역공세가 진행되는 가운데, 미국 정보 당국이 수로비킨이 우크라이나군이 드니프로강을 건너 크림반도에 도달하는 것을 막기 위해 전술 핵무기 사용을 논의했다는 것을 알게 되었다고 보도했다. 이로 인해 미국 정보 공동체는 러시아가 남부 전선이 붕괴될 경우 우크라이나에서 핵무기를 사용할 가능성 추정치를 5~10%에서 50%로 재평가했다.
10월 8일, 수로비킨이 겐나디 짓코 상급대장의 뒤를 이어 우크라이나 주둔 러시아군 전체를 지휘할 것이라고 발표되었다. 10월 10일, 크렘린궁에 가까운 소식통에 따르면 수로비킨은 민간 및 중요 기반 시설에 대한 대규모 드론 및 미사일 공격의 지지자로 밝혀졌으며, 그날 이러한 공격이 발생했다. 10월 13일, 수로비킨은 르 몽드에서 "무자비한 러시아 장군"으로 소개되었으며, 이틀 후 CNN은 그가 일부 부하들에게 미움을 받았다고 보도했다. 10월 18일, 수로비킨은 "'특수 군사 작전' 지역의 상황은 긴장된 상태"라고 말한 것으로 보도되었다. 10월 20일 우크라이나군은 에너지 배급에 들어갔다. 10월 22일, 포춘은 150만 명의 사람들이 전기가 끊긴 후 "러시아, 전장에서의 실패 후 우크라이나 에너지 기반 시설에 '대규모 공격' 감행"이라는 헤드라인을 내걸었다. 10월 26일 폴리티코는 스스로에게 "푸틴의 '시리아의 도살자'가 러시아를 또 다른 패배에서 구할 수 있을까?"라는 질문을 던졌다.
2022년 11월 9일, 세르게이 쇼이구 러시아 국방부 장관과의 TV 회의에서 수로비킨은 다른 군 관계자들과 함께 러시아군을 구하기 위해 헤르손에서 철수할 것을 권고하는 공개 성명을 러시아 언론에 발표했다. 같은 TV 출연에서 쇼이구는 철수를 승인했다. 11월 10일, 키이우의 소식통은 수로비킨의 전쟁 수행이 더욱 잔인하고 규율적이었다고 말했다. 올렉시 레즈니코우 우크라이나 국방부 장관은 수로비킨이 "테러리스트의 교리"를 사용하고 있다고 말했다.
2022년 11월 21일까지 일부 러시아 국민들은 수로비킨에게 "우크라이나 에너지 기반 시설에 대한 모스크바의 폭격 작전을 강화하라"고 요구했으며, 이는 크렘린궁이 우크라이나를 협상 테이블로 끌어내기 위한 전술로 제시한 것이었다. 블라디미르 솔로비요프는 "러시아 영웅 육군대장 수로비킨 동지에게 호소합니다: 육군대장 동지, 나치 우크라이나 군사의 에너지 기반 시설을 완전히 파괴해 주십시오"라고 말했다.
2023년 1월 11일, 러시아 연방군 총참모장 발레리 게라시모프가 수로비킨으로부터 우크라이나 주둔 러시아군 총사령관 직책을 인계받았고, 수로비킨은 그의 부관 중 한 명이 되었다.

### 바그너 반란
2023년 5월, 수로비킨은 지난 몇 년간 러시아 국방부에서 바그너 그룹의 "이해를 대변"한 것으로 보도되었다. CNN에 따르면, 문서 증거에는 수로비킨이 2018년에 다른 30명의 러시아 고위 군 관계자들과 함께 VIP 자격으로 바그너의 공식 회원으로 등재되어 있었다.
2023년 6월 24일, 러시아 정부에 대한 바그너 그룹의 반란 중 수로비킨은 텔레그램에 게시된 비디오에 출연하여 반군에게 반란을 중단할 것을 호소했다. 그는 반란 이후 몇 주 동안 공개적으로 나타나지 않았다. 일부 보도에 따르면, 그는 익명의 국방부 관계자를 인용하여 체포되었다고 한다. 수로비킨의 딸은 러시아 텔레그램 채널과의 인터뷰에서 아버지와 연락하고 있으며, 그가 구금되지 않았다고 주장했다. 월 스트리트 저널은 7월 13일 "상황에 정통한 사람들"에 따르면 수로비킨이 구금되었다고 보도했다. 안드레이 카르타폴로프 국가두마 국방위원회 위원장은 언론에 수로비킨이 "휴가 중이며 연락이 안 된다"고 말했으며, Readovka는 수로비킨이 로스토프에서 휴가를 보내고 있다고 보도했다. 그의 투옥 보도는 모스크바 교도소 감시 위원회 비서관에 의해 거듭 부인되었다.
2023년 9월 6일 현재, 수로비킨의 행방불명 이후 국방부 공식 웹사이트에서 그의 이력이 삭제되었다.

### CIS 공중 방어 조정 위원회 위원장
2023년 9월 10일, 수로비킨은 독립국가연합 (CIS) 국방부 장관 협의회 산하 공중 방어 조정 위원회 위원장으로 만장일치로 선출되었다. 이 공식적인 역할로 그는 9월 15일 알제리를 방문하여 그의 행방에 대한 추측을 종식시켰다.

## 상훈
수로비킨은 적성훈장, 군사 공로 훈장 및 용기 훈장을 세 번 수상했다. 그는 2017년 12월에 러시아 연방영웅 칭호를 받았다. 2022년 12월 31일, 블라디미르 푸틴 대통령은 수로비킨에게 직접 성 게오르기 훈장 3등을 수여했다.

## 개인 생활
수로비킨은 결혼하여 네 명의 자녀를 두고 있다. 그는 러시아 정교회 신자이다.

### 제재
2022년 2월 23일, 수로비킨은 "우크라이나의 영토 보전, 주권, 독립 및 안정 또는 안보를 훼손하고 위협하는 행동 및 정책을 적극적으로 지지하고 이행하는 데 책임이 있다"는 이유로 유럽 연합 제재 목록에 추가되었다.

## 같이 보기
- 러시아 연방영웅 목록